# ویسپ
شهر ویسپ  در بخش ویسپ در ایالت وله در کشور سوئیس واقع شده‌است که ۶٬۵۰۰ نفر جمعیت دارد.